# Elmélet
Az elmélet vagy teória szó általánosságban a lényeg magyarázatát jelenti. Az elmélet az arra vonatkozó ismeretek és elgondolások összessége, hogy miért létezik, működik, történik úgy egy jelenség, változás, illetve alapvető elgondolások egy tudományban.
A szó további jelentései:
Az elmélet a tudásanyagra is vonatkozik. Tágabb értelemben véve egy tudomány összes leírt adata, ténye, illetve minden tudás, amit abban a tudományban összegyűjtöttek.
Az elmélet szó harmadik jelentése a feltevés fogalmával függ össze. A feltevés igazolásra váró elv, feltételezés egy megfigyelt tény magyarázatára, a tapasztalat és valószínűségi következtetések alapján.
A racionális gondolkodást általában a kutatás folyamatával azonosítják. Az elméletek általában tudományosak (vagy kevésbé tudományosak). A szövegkörnyezettől függően az eredmények például általánosító magyarázatokat nyújthatnak arra, hogyan működik a természet. 
A modern tudományban az "elmélet" szó a tudományos elméletekre utal, amelyek a tudományos módszernek megfelelően készülnek, és betöltik a modern tudomány által követelt előírásokat. Ezek az elméletek úgy vannak leírva, hogy a tudományos tesztek meg tudják erősíteni vagy cáfolni azokat. A tudományos elméletek a legmegbízhatóbb formája a tudásnak, ellentétben az "elmélet" szó általánosabb használatával, amely arra utal, hogy valamit még nem bizonyítottak be vagy az információ spekulatív jellegű. Ezeket az elméleteket hivatalos kifejezéssel hipotézisnek nevezzük.
Az elméletek a tényfeltárást irányítják, nem a célok elérését.
Az "elmélet" vagy "elméletben" szavakat hibás módon úgy szokták használni az emberek, hogy magyarázatot nyújtsanak egy adott dologra, amit azelőtt még nem teszteltek vagy ismertek.  Ez a hipotézis. Egyéb esetekben az elmélet hihetőségét meg lehet kérdőjelezni azzal, hogy "csak elméletnek" hívjuk, ami arra utalhat, hogy az ötlet még ki sem volt próbálva.
Az elméletet gyakran a gyakorlat ellentétének tartják. A gyakorlat és az elmélet közötti különbséget a következő "klasszikus példával" szokták ábrázolni:
Az orvosi elmélet (medical theory) megpróbálja megérteni az egészség és a betegség természetét és okait, míg az orvostudomány gyakorlati oldala megpróbálja egészségessé tenni az embereket. Ez a két fogalom kapcsolódik egymáshoz, bár függetlenek is lehetnek, ugyanis lehet kutatni az egészséget és a betegséget a betegek gyógyítása nélkül, és meg lehet úgy gyógyítani egy beteget, hogy az ember nem tudja, hogyan működött a kúra.